# Huracán Kate (1985)
El Huracán Kate era el final de una serie de ciclones tropicales que impactaban a los Estados Unidos durante 1985. Kate originó de la interacción de un nivel superior y nordeste ondulatorio tropical de Puerto Rico. Aunque el sistema siguió errático durante las primeras horas de su existencia, la intensificación de presión obligó a Kate a girar hacia el oeste. Aumentó la intensidad de huracán, y más allá a Categoría 2 más tarde. Kate hizo su primer contacto con tierra en la costa del norte de Cuba en esta intensidad como una ligera tormenta más débil. Una vez en tierra, empezó a fortalecerse, subiendo a una Categoría 3 y logrando su intensidad de cumbre. Debilitándose gradualmente como ciclón movido a lo largo del sureste Estados Unidos, Kate se convirtió en una tormenta tropical, un día después de salir de la costa de Carolina del Norte. 
La amenaza del huracán Kate en Cuba provocó evacuación de muchas personas. Las ráfagas de viento por la intensidad del huracán causaron detenciones de energía, daños significativos en la construcción y daños mayores en el cultivo.
Cientos de miles de residentes fueron evacuados, y el gobernador de Florida Bob Graham declaró el estado de emergencia para seis condados, pero fue cancelado después de impactos menores de Kate.

## Historia meteorológica

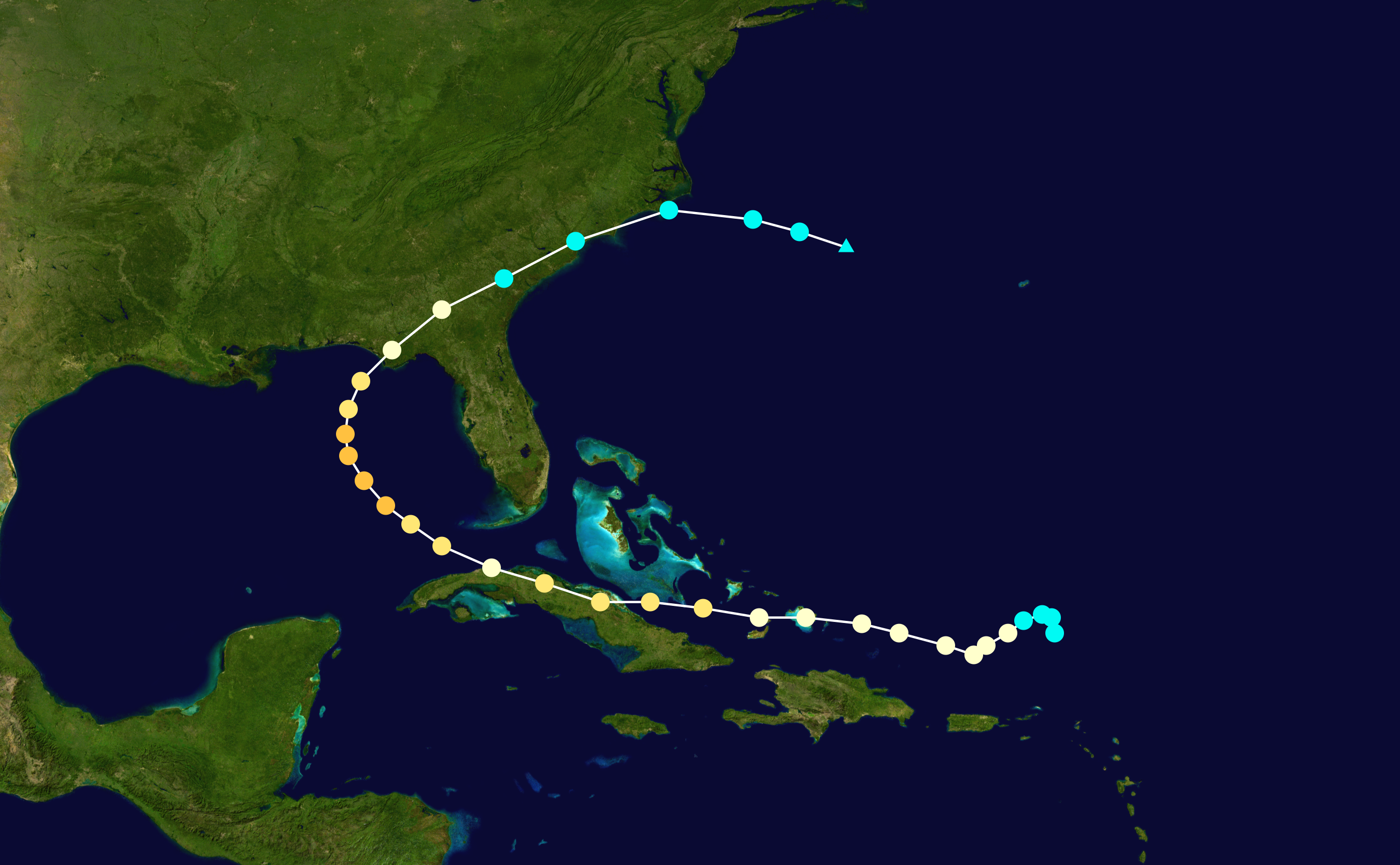
Mapa de trazado de la pista y la intensidad de la tormenta de acuerdo con la escala de viento Saffir-Simpson huracán

Antes de la formación del huracán Kate, una cresta se localizó a través del sureste de los Estados Unidos durante el otoño de 1985. Se organizó gradualmente debido a las condiciones favorables, y el 15 de noviembre, un vuelo de Cazadores del Huracán al área indicó el desarrollo de un ciclón tropical. El sistema fue declarado inmediatamente Tormenta Tropical Kate,  aproximadamente cerca de 385 km noreste de San Juan, Puerto Rico.
Kate siguió hacia el oeste después de desarrollarse, y una depresión fría se desarrolló al suroeste de la tormenta. La combinación permitió a Kate intensificarse rápidamente. El 16 de noviembre, la tormenta alcanzó el estado de huracán y después de continuar creciendo, Kate llegó a tierra el 19 de noviembre sobre el norte-central de Cuba, ahí Kate tenía una presión de 28.6 inHg y vientos cerca de 180 k/h.
El huracán mantuvo su ojo bien definido mientras se movía por el norte de Cuba, y 12 horas después de tocar tierra, emergió en el sureste del Golfo de México, justo al este de La Habana. Durante las próximas 24 horas, Kate se re-intensificó en la costa suroeste de la Florida cuando pasó a unos 135 km al suroeste de Key West. Se estimó que Kate alcanzó vientos máximos de alrededor de 190 km/h el 20 de noviembre.
El 21 de noviembre, un frente frío desplazándose por el Valle de Mississippi desvió el huracán hacia el norte. Continuó hacia el noreste, cruzando por Georgia y debilitando en una tormenta tropical. Kate emergió de Carolina del Norte hacia el Océano Atlántico el 22 de noviembre. La tormenta se debilitó aún más al girar hacia el estesureste. El 23 de noviembre, Kate entró en un ciclón extratropical al oeste de las Bermudas, terminando a las 1800 UTC ese día.

## Preparativos
Para el 18 de noviembre, una advertencia de huracán estaba vigente para el sudeste y el centro de las Bahamas y las Islas Turcas y Caicos. Se emitieron avisos de inundación para el norte de Puerto Rico y la República Dominicana.  En preparación para la llegada del huracán, los funcionarios obligaron a 360.000 personas a evacuar en el centro-norte de Cuba.
Mientras Kate se movía a través de las Bahamas, el Centro Nacional de Huracanes emitió una advertencia de huracán a Fort Myers, Florida. El entonces gobernador de Florida declaró el Estado de emergencia para seis condados en el sur de la Florida. Sin embargo, se invirtió tras los efectos relativamente menores en la zona. Los funcionarios recomendaron la evacuación de los Cayos de la Florida, lo que provocó el tráfico pesado en la carretera de ultramar y la Cruz Roja para abrir 12 refugios. Tres refugios fueron abiertos en Key West, pero solo 500 individuos los utilizaron durante la tormenta. 
Poco después de que la tormenta alcanzara su máxima intensidad el 20 de noviembre, el NHC emitió un reloj de huracanes desde Grand Isle, Luisiana (EE. UU.), hasta Cedar Key, Florida. Más tarde ese día, una porción del área del reloj fue aumentada a una advertencia de la bahía St. Louis, Misisipi a las marcas del St., la Florida. Alrededor de 100.000 personas a lo largo del Florida Panhandle se les dijo que abandonaran sus casas después de que el Gobernador Bob Graham emitiera órdenes de evacuación en 13 condados. Cerca de 2.000 personas permanecieron en 34 albergues en la Ciudad de Panamá. Los caminos de la región sufrieron atascos de tráfico debido al gran volumen de evacuados. Fuera de la Florida, cerca de 2.200 personas huyeron de Grand Isle, Luisiana. 
Después de que Kate se trasladó a tierra, el NHC emitió advertencias del vendaval a lo largo de la costa del este de los Estados Unidos de St. Augustine, la Florida a Chincoteague, Virginia.

## Impacto

### Caribe e Islas Turcas y Caicos
Al principio, el huracán Kate hundió un barco cerca dePuerto Rico y deshabilitó a otros tres. La tripulación de cinco en el barco hundido fue rescatada después de 17 horas. Varias viviendas en el norte de Puerto Rico fueron dañadas, obligando a cientos de personas a evacuar.
En las Islas Turcas y Caicos se registraron fuertes lluvias y vientos de hasta 97 km/h. En Jamaica, la fuerte precipitación causó deslizamientos de tierra, que a su vez bloquearon 23 caminos mayores y menores y destruyeron muchos puentes, alcantarillas y drenajes. Las inundaciones en general causaron graves daños a la agricultura, especialmente en las parroquias de Clarendon, Mánchester, Saint Ann, Saint Elizabeth y Trelawny. Siete muertes fueron reportadas, mientras que el coste para reparar daños fue de aproximadamente 3 millones $.
Las rachas de viento alcanzaron un máximo de 167 km/h en Varadero, y los vientos en la capital de La Habana llegaron a 110 km/h. En La Habana, fuertes vientos causaron cortes de energía y destruyeron edificios. Olas de 2,7 m afectaron la línea costera de la ciudad. Fuera de La Habana, el huracán dañó los ingenios azucareros y gran parte de la cosecha de caña de azúcar;  en toda la isla, los vientos destruyeron 9461 km² de caña de azúcar y 37.000 toneladas de azúcar. La tormenta también destruyó 139,000 toneladas largas y 155,000 toneladas cortas) de banano y 85,703 toneladas largas y 95,987 toneladas cortas de otras frutas y verduras

### Florida

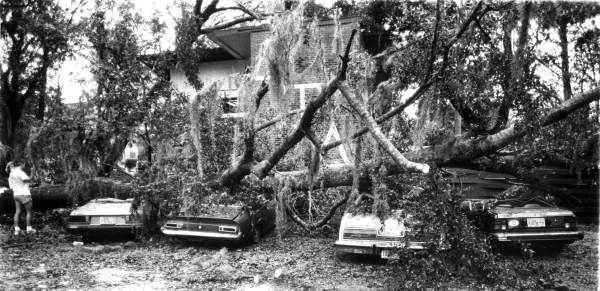
Daños después del huracán Kate en Tallahassee

Vientos fuertes derribaron árboles y líneas eléctricas, dejando áreas entre Key West y Big Pine Key sin energía. Las interrupciones eléctricas contribuyeron a que una casa móvil fuera destruida por el fuego, y una persona murió por electrocución. Las mareas por encima de la normal causaron pequeñas inundaciones y erosión a lo largo de los Cayos de Florida. Dos personas murieron después de que su barco se volcara en los Cayos inferiores.
Daños después del huracán Kate en Tallahassee, ciudad que, en parte por su elevación, raramente es tocada por huracanes.
Mientras que se movía en tierra, Kate produjo una oleada de la tormenta de 3.4 m en el cabo San Blas, causando la erosión de la playa y de la duna en el condado del golfo. La inundación de las tormentas dejó 150 casas inhabitables en el condado de Wakulla. El huracán dañó un puente a la isla St. George que había sido reconstruida después del huracán Elena, y grandes porciones de las rutas estadounidenses 90 y 98 fueron lavadas o dañadas.
En la ciudad de Panama, las ráfagas de viento alcanzaron 126 km/h, dañando dos casas, un motel y un muelle de pesca. Los vientos eran suficientemente fuertes para quitar el techo de un edificio federal de dos pisos. Soplaron 119 km/h en Cape San Blas, con ráfagas de hasta 174 km/h.  La tormenta se clasificó como la más devastadora de finales del siglo XX y comprometió cerca de 8.7 kilómetros de caminos en el condado, y en toda la región muchas carreteras fueron lavadas. Los vientos intensos derribaron numerosos árboles, algunos de ellos sobre estructuras adyacentes. En general, el huracán destruyó 325 hogares a lo largo de la costa, y cerca de 500 edificios fueron gravemente dañados.

### Otros lugares

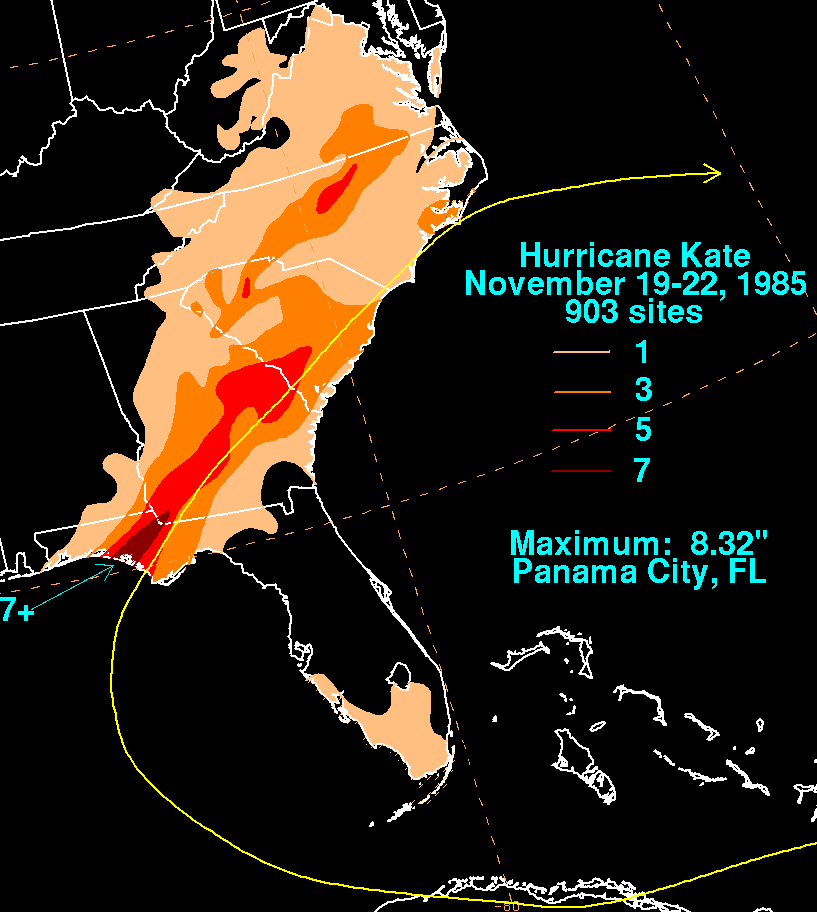
Mapa de lluvia de Kate en los Estados Unidos

La precipitación fue mucho más pesada en Georgia, alcanzando un máximo de 196 mm en Bainbridge. Ráfagas de 130 km/h derribaron miles de árboles, y un árbol caído mató a un hombre al oeste de Thomasville. Los daños causados a las propiedades y las utilidades también se evaluaron en 50 millones de dólares, y los daños causados por inundaciones repentinas se estimaron en 1 millón de dólares.
En Charleston, Carolina del Sur informó de una ráfaga de viento de 80 km/h. El total más alto de la precipitación en el estado era 167 milímetros en Hampton. En Beaufort, los árboles cayeron sobre cuatro coches y una casa móvil, y las olas altas hundieron un bote. En Wilmington, Carolina del Norte, la tormenta cayó 51 mm de precipitación. Los daños en los Estados Unidos se estimaron en 300 millones de dólares.
En el mes después de que Huracán Kate golpeara la isla, el gobierno de Cuba emitió una petición a las Naciones Unidas (ONU). En respuesta, varias naciones de miembro de la ONU proporcionaron $60,000 para pesticidas; $250,000 para herbicidas, fungicidas, y semillas de patata; y $1.381 millones en aceites de cocina y alubias para cumplir las necesidades dietéticas de más de 475,000 personas para 60 días.
Poco después de la tormenta, los departamentos de policía de los condados de Leon y Jackson ordenaron un toque de queda nocturno. Se inauguraron dos centros de socorro en el condado de Franklin. El 3 de diciembre de 1985, el presidente de los Estados Unidos Ronald Reagan declaró siete condados de la Florida como áreas de desastre.
Habían puesto un toque de queda en Tallahassee debido a los cortes de energía creados por el huracán, y el toque de queda se levantó el 24 de noviembre después de que el poder fue restaurado gradualmente y los caminos fueron despejados de escombros.
Algunas secciones de la costa que ya sufren de erosión severa perdieron franjas adicionales de playa a una oleada de tormenta de 3 m y fuertes olas.
- Datos: Q5947948
- Multimedia: Hurricane Kate (1985) / Q5947948